# Синиша Јелушић
Синиша Јелушић (Рисан, 24. јануар 1952) црногорски и српски је теоретичар књижевности, универзитетски професор и академик.

## Биографија
Дипломирао, магистрирао и докторирао је на Филолошком факултету Београдског универзитета. Јелушић је студијски боравио на неколико универзитета. Учествовао је на међународним скуповима и семинарима.
Радио је као професор на Педагошкој академији у Београду, као савјетник за међународну сарадњу у области кинематографије у Министарству културе Републике Србије и као стални сарадник Института за књижевност и уметност у Београду.
Редовни је професор Факултета драмских умјетности на Цетињу, на коме предаје предмете: компаративна књижевност, историја и теорија драме и позоришта, ауторске поетике, драматологија, методологија научног рада (мастер студије ФДУ).
Од 1999/2000. до 2012. године, као професор по позиву на Филозофском факултету у Никшићу, предавао је предмете: средњовјековна књижевност; теорија књижевности I, II; увод у теорију књижевности, Крлежа и Десница (специјални курс), књижевност и филм,тумачење књижевног текста. Од 1999. до 2007. године био је професор по позиву на Филозофском факултету Универзитета Источно Сарајево.
Стални је сарадник Института свјетске књижевности Руске академије наука. Члан је Редакционог одбора ЦАНУ за критичко издање Сабраних дјела Петра II Петровића Његоша, Естетичког друштва Србије и Београдског аналитичког круга (БАК), редакционог одбора за издавачку дјелатност Универзитета Црне Горе и члан Сената Универзитета Црне Горе (2006–2013) те међународног редакционог савјета научних часописа из Русије и Хрватске.
Aутор је два експериментална филма: Movie pictures Ђуре Јакшића (Фокус, Београд, 1996) и Meditationes Parisiorum (Фикс фокус, Београд — РТС Београд, 1998), који су приказани на фестивалима југословенског документарног и краткометражног филма у Београду.
Ванредни члан ЦАНУ постао је 2018.

## Дјела
- Utt pictura poesis (1996)
- Текст и интертекст (1999)
- Поетички облици (2002)
- Прометејев пад. Интертекстуалност: драма, театар, филм (2007)
- Разумјети лутку: огледи о трагању за архетипом (2017)
- Izbor radova: Tekst i intertekst — semantičeskie antinomii „Krotkoй” F. M. Dostoevskogo (Predvaritelьnыe tezisы), у: Dostoevskiй: pisatelь, mыslitelь, providec. Sbornik stateй, Moskva: PSTGU, 2012
- Stihi Negoša — posvящenie Puškinu kak metafizičeskiй tekst, у: Rusija i Balkan, Podgorica — Moskva, 2012
- Recepcija Dostojevskog u Crnoj Gori — uvod u metakritičku interpretaciju, у: Crnogorsko-ruske književne veze, Podgorica: CANU, 2013
- Hristianstvo i smeh: spor vokrug gogolevskogo ponimaniя komičeskogo, у: Vestnik slavяnskih kulьtur, Gosudarstvennaя akademiя slavяnskoй kulьturы (GASK), Moskva, 2014
- Култура као интертекст — напомене уз проблем рецепције семантичких модела, Фолиа лингуистица ет литтерариа, Никшић: Филозофски факултет, Институт за језик и књижевност, 2018
- Културално памћење: архетип и симбол, у: Нематеријална културна баштина Паштровића, Петровац — Будва — Београд, 2019
- Књижевност и филозофија: интертекстуална контроверза, у: Књижевност и филозофија — интертекстуалне везе, Подгорица: ЦАНУ, 2019
- Парадигме дискурса црногорске културе: интертекстуалност' у текстовима културе: теоријске претпоставке и примијењена анализа, у: Парадигме дискурса културе у Црној Гори, Подгорица: ЦАНУ, 2019
- Књижевност версус теологија: Пекићева критика хришћанске метафизике, у: Зборник „Борислав Пекић — Деведесет година од рођења (1930–2020)”, ЦАНУ, Подгорица, 2, 2020
- Поетика А. И. Солжењицина — историографија и метафизика, у: Гласник Одјељења хуманистичких наука ЦАНУ, 2020.